# Deepcut
Deepcut är en by i Surrey i England. Byn är belägen 11,8 km 
från Guildford. Orten har 2 280 invånare (2015).